# Neopithecops dharma
Neopithecops dharma är en fjärilsart som beskrevs av Moore 1881. Neopithecops dharma ingår i släktet Neopithecops och familjen juvelvingar. Inga underarter finns listade i Catalogue of Life.